# Mais qui donc porte la culotte ?
Pour plus de détails, voir Fiche technique et Distribution.
Mais qui donc porte la culotte ? (titre original : La schiava io ce l'ho e tu no) est un film italien réalisé par Giorgio Capitani sorti en 1973.

## Fiche technique
- Titre : Mais qui donc porte la culotte ?
- Titre original : La schiava io cè l'ho e tu no
- Réalisation : Giorgio Capitani
- Scénario : Sandro Continenza, Giulio Scarnicci, Raimondo Vianello d'après une histoire de Nino Longobardi
- Photographie : Alessandro D'Eva
- Montage :
- Musique originale : Piero Umiliani
- Son :
- Scénographie : Ezio Altieri
- Décors : Roberto Granieri
- Costumes : Ezio Altieri
- Producteur : Renato Jaboni (producteur exécutif)
- Production : Medusa Distribuzione
- Pays d'origine :  Italie
- Langue : Italien
- Format : Couleur (Eastmancolor) — 35 mm — 1,85:1 — Son : Mono
- Genre : Comédie
- Durée : 96 minutes
- Dates de sortie : 
  - Italie : 4 octobre 1973

## Distribution
- Lando Buzzanca : Demetrio Cultrera, dit Dedé
- Catherine Spaak : Rosalba Giordano
- Adriana Asti : Elena Balzarini
- Veronica Merin : Manua, l'esclave
- Gianni Bonagura (en) : le commissaire Balzarini
- Paolo Carlini : Manlio
- Renzo Marignano : Corrado
- Gordon Mitchell : Von Shirac
- Sergio Ferrero : un ami de Demetrio
- Corrado Olmi : le négociant en peaux
- Luigi Antonio Guerra : le vicaire de l'évêque
- Nanda Primavera : la mère de Demetrio
- Mauro Vestri : le prêtre qui baptise Manua
- Armando Ferrara : le père de Demetrio
- Empedocle Buzzanca : don Vincenzo
- Barbara Herrera :
- Giuseppe Marrocco : le député Tacconis